# Chuyến bay sinh tử
Chuyến bay sinh tử (tiếng Trung: 中国机长, tiếng Anh: The Captain, Hán-Việt: Trung Quốc cơ trưởng) là một bộ phim điện ảnh thuộc thể loại thảm họa - chính kịch của Trung Quốc ra mắt năm 2019 dựa trên sự kiện có thật về máy bay 8633 thuộc hãng hàng không Tứ Xuyên gặp nạn trên chuyến bay từ sân bay Giang Bắc Trùng Khánh sang sân bay Song Lưu Thành Đô vào năm 2018. Bộ phim do Lưu Vĩ Cường làm đạo diễn và đồng sản xuất, với sự tham gia diễn xuất của các diễn viên gồm Trương Hàm Dư, Âu Hào, Đỗ Giang, Viên Tuyền, Trương Thiên Ái, Lý Thấm, Trương Nhã Mai, Dương Kỳ Như và Cao Qua.
Phim chính thức khởi chiếu tại Trung Quốc từ ngày 30 tháng 9 năm 2019. Tại Việt Nam, bộ phim cũng được phát hành và chiếu trên nền tảng trực tuyến VieON.